# Hilde Koerber

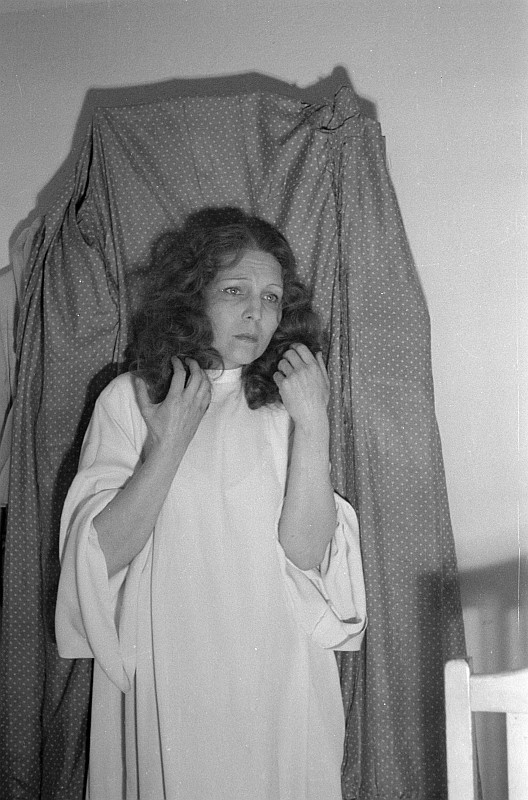
Hilde Koerber como lady Macbeth

Hilde Körber (Viena, 3 de julio de 1906 - Berlín, 31 de mayo de 1969) fue una actriz austríaca de teatro y cine que desarrolló su carrera en Alemania con base en Berlín.

## Biografía
Hija del ingeniero Karl Koerber y Annette Fortelini se formó como actriz en la Academia de Música y Artes Escénicas de Viena.
Trabajó en Oldenburg, Stuttgart, Zúrich y desde 1924 en Berlín. 
A partir de 1930, Hilde Körber será una de las actrices más conocidas del cine alemán. 
Su primer marido fue Walter Varndal, actor y director de un teatro ambulante. En 1929 se casó con el director Veit Harlan, padre de su hijo, el escritor y director Thomas Harlan (1929-2010) y de sus hijas Maria Körber (1930-2018) y Christa Susanne Körber Harlan (1932-1989). 
El matrimonio duró nueve años, separándose por divergencias ante la militancia nazi de Harlan.
En el período de la posguerra 1946-1950, fue miembro del consejo de la ciudad de Berlín. 
Después de la guerra fue seguida por otros roles exitosos, Hilde Körber actuó en cerca de 20 películas. 
Desde 1951 hasta su muerte, dirigió la Escuela de Arte Dramático de Max Reinhardt en Berlín. 
Fue condecorada con la Orden del Mérito de la República Federal de Alemania.

## Filmografía
- 1936: Maria, die Magd
- 1936: Fridericus
- 1937: Die Kreutzersonate
- 1937: Der Herrscher
- 1937: Patrioten
- 1937: Brillanten
- 1938: Heiratsschwindler / Die rote Mütze
- 1938: Großalarm
- 1938: Der Spieler
- 1938: Maja zwischen zwei Ehen
- 1938: Eine Frau kommt in die Tropen
- 1939: Fasching
- 1939: Der singende Tor
- 1939: Salonwagen E 417
- 1939: La casa lontana
- 1940: Leidenschaft
- 1940: Der Sündenbock
- 1941: Ohm Krüger
- 1941: Jakko
- 1942: Der große König
- 1943: Damals
- 1944: Via Mala
- 1944: Ein Blick zurück
- 1948: Morituri
- 1950: Die Treppe
- 1951: Wenn die Abendglocken läuten
- 1952: Das letzte Rezept
- 1952: Botschafter der Musik
- 1952: Mein Herz darst du nicht fragen
- 1952: Rosen blühen auf dem Heidegrab
- 1953: Mit 17 beginnt das Leben
- 1953: Ave Maria
- 1954: Sauerbruch – Das war mein Leben
- 1954: Rittmeister Wronski
- 1954: Das Bekenntnis der Ina Kahr
- 1955: Die Toteninsel
- 1955: Teufel in Seide
- 1956: Mein Vater, der Schauspieler
- 1956: Heiße Ernte
- 1957: Anders als du und ich
- 1958: Das Mädchen vom Moorhof
- 1958: Ich werde dich auf Händen tragen
- 1959: Herbert Engelmann (TV)
- 1962: Der fünfzigste Geburtstag (TV)